# Brienon-sur-Armançon
Brienon-sur-Armançon is een gemeente in het Franse departement Yonne (regio Bourgogne-Franche-Comté) en telt 3071 inwoners (1999). De plaats maakt deel uit van het arrondissement Auxerre.

## Geografie
De oppervlakte van Brienon-sur-Armançon bedraagt 31,2 km², de bevolkingsdichtheid is 98,4 inwoners per km².
De onderstaande kaart toont de ligging van Brienon-sur-Armançon met de belangrijkste infrastructuur en aangrenzende gemeenten.

## Demografie
Onderstaande figuur toont het verloop van het inwonertal (bron: INSEE-tellingen).